# Gerhard Laub
Gerhard Laub (* 10. November 1920 in Leiferde; † 3. Juni 2007 in Goslar) war ein deutscher Bergbauhistoriker und Historiker des Harzes.
Laub wuchs in Oker auf. Hauptberuflich war er leitender Gewerbedirektor in Hamburg. 1991 zog er wieder nach Oker.
Er befasste sich in vielen Veröffentlichungen mit dem Harz und dessen Bergbau. 1999 erhielt er dafür die Brüder-Grimm-Medaille der Akademie der Wissenschaften zu Göttingen.
Er war auch Höhlenforscher.
Sein Nachlass ist im Universitätsarchiv Clausthal.